# Bocydium anisobullatum
Bocydium anisobullatum (лат.) — вид горбаток рода Bocydium из подсемейства Stegaspidinae (Membracidae).

## Распространение
Неотропика.

## Описание
Мелкие равнокрылые насекомые (около 5 мм) с большим разветвлённым спинным отростком на груди. От близких видов отличается следующими признаками: центральная дорсальная ножка переднеспинки наклонена кзади при виде сбоку; боковая ветвь переднеспинки медиально расширена в одиночный луковидный выступ-вздутие, который может быть веретеновидным, эллипсовидным или сферическим (всего их четыре); передняя луковица заметно меньше боковой; передние луковицы стебельчатые. Дорсальная вершина центральной ножки переднеспинки расширена в луковидный выступ.